# Judge Me Tender
«Judge Me Tender» (рус. Суди меня нежно) — последний эпизод двадцать первого сезона мультсериала «Симпсоны».

## Сюжет
Гомер и Барт участвуют в конкурсе «Уродливая собака в Спрингфилде», от них участвует Маленький помощник Санты. На конкурсе Мо чувствует себя забытым, потому что никто не хочет, чтобы Мо сидел справа от него. Таким образом он садится на землю, пока не замечает, что судья Клоун Красти не может развлечь публику. Он делает несколько комментариев и вызывает восхищение публики, после чего некто предлагает ему заменить Красти. После конкурса Мо становится судьёй большинства Спрингфилдских конкурсов, и ему предлагают стать судьёй шоу «American Idol». Он летит в Лос-Анджелес и становится протеже Саймона Ковелла, но во время его первого шоу Ковелл обманывает его, говоря: «Не надо быть скупым судьёй, каким стал я». Мо пытается не быть скупым судьёй, но после критики своего судейства от Саймона начинает ему угрожать. В итоге Мо запрещают судить что-нибудь ещё раз, возвращаться в Калифорнию, смотреть Fox Network, увеличивший число клиентов в его баре, включая Руперта Мёрдока, который просит его оценить «Шоу Джея Лено».
Тем временем Гомер скучает после закрытия бара Мо и решает проводить время с Мардж. Его присутствие раздражает Мардж. Мардж решает помочь Гомеру найти новое увлечение (гольф), но после того, как она встречает пожилого мужчину, сказавшего, что игра в гольф разрушила его личную жизнь, спасает Гомера перед броском.

## Интересные факты
В заставке Лиза вместо саксофона играет на трубе.

## Культурные отсылки
- Название пародирует песню Элвиса Пресли «Love Me Tender».
- Надпись на доске отсылает к телесериалу «Остаться в живых», финал которого вышел 23 мая 2010 года, в день выхода эпизода.
- В конце Джей Лено шутит о Взрыве нефтяной платформы Deepwater Horizon на своём шоу.